# Římskokatolická farnost Dolní Žleb
Římskokatolická farnost Dolní Žleb (lat. Niedergrunda) je církevní správní jednotka sdružující římské katolíky na území městské části Dolní Žleb a v jejím okolí. Organizačně spadá do děčínského vikariátu, který je jedním z 10 vikariátů litoměřické diecéze. Centrem farnosti je kostel Nejsvětější Trojice v Dolním Žlebu.

## Historie farnosti
Od roku 1784 byla v místě lokálie. Matriky jsou vedeny od roku 1780. Vlastní farnost byla kanonicky zřízena od roku 1853.

### Duchovní správcové vedoucí farnost
Začátek působnosti jmenovaného v duchovní správě farnosti od roku:
- 1789   cap. loc. Ign. Palme
- 1791   cap. loc. Vinc. Nicolai, n. 16. 10. 1749 Tetschen, o. 2. 6. 1776, † 12. 11. 1833
- 1799   cap. loc. Anton. Buryan, † 13. 10. 1817
- 1809   cap. loc. Gedefried Stelzig, n. 16. 2. 1776 Arnsdorf, o. 6. 9. 1801, † 25. 4. 1830
- 1818   cap. loc. Joann. Woehle, n. 1. 1. 1788 Straußnitz, o. 7. 8. 1813, † 12. 11. 1871
- 1834   cap. loc. Ign. Ritschel, n. 27. 11. 1800 Hohenelbe, o. 23. 8. 1825
- 1836   cap. loc. Alex. Ulm, n. 29. 4. 1804 Goerkau, o. 4. 9. 1827, † 27. 11. 1884
- 1837   cap. loc. Jos. Kunt, n. 13. 10. 1801 Leipa, o. 4. 9. 1826, † 7. 5. 1872
- 1853   cap. loc. Anton. Gau, n. 8. 5. 1819 Leipa, o. 7. 8. 1842
- 1854   chybí katalog
- 1855   Guil. Kessler, n. 21. 9. 1820 Neuohlisch., o. 25. 7. 1845, † 27. 8. 1888
- 1862   Anton. Nittel, n. 25. 3. 1826 Bokwen., o. 25. 7. 1851
- 1863   Franc. Focke, n. 20. 9. 1825 Seesitz, o. 25. 7. 1851, † 25. 11. 1896
- 1873   par. vacat, admin. int. Friederic. Holoubek
- 1874   Friederic. Holoubek, n. 4. 3. 1840 Boehm.- Kamnitz, o. 29. 7. 1863, † 23. 7. 1907
- 1876   Ferd. Ullrich, n. 6. 3. 1841 Zdiar, o. 15. 7. 1867, † 15. 12. 1896
- 1880   par. vacat, admin. int. Car. Hampel
- 1881   Car. Hampel, n. 21. 1. 1846, Trautenau, o. 23. 7. 1870, † 5. 4. 1893
- 1893   Jos. Usler, n. 2. 3. 1866 Leitmeritz, o. 16. 5. 1889, † 17. 8. 1938
- 1904   Franc. Fischer, n. 4. 7. 1865 B. Kamnitz, o. 16. 5. 1889, † 3. 8. 1942
- 1911   Ant. Mildner, n. 2. 6. 1874 Karolinsthal., o. 5. 3. 1899, † 16. 1. 1956
- 1. 12. 1912 Jos. Kiwus, n. 12. 9. 1872 Kreuzburgerhütte, o. 21. 9. 1895
- 27. 11. 1946 Vojtěch Bartoš S.J.
- 1. 11. 1948 Karel Kvítek
- 1. 6. 1954 Jaroslav Drábek
- 1. 4. 1967 Mojmír Melan, admin. exc. z Děčína-Podmokel
- 1. 7. 1990 František Jirásek, admin. exc. z Děčína-Podmokel[3]

Kromě kněží stojících v čele farnosti, působili ve farnosti v průběhu její historie i jiní kněží. Většinou pracovali jako farní vikáři, kaplani, katecheté, výpomocní duchovní aj.

## Území farnosti
Do farnosti náleží území obce:
- Dolní Žleb (Niedergrund[p 2])

## Římskokatolické sakrální stavby na území farnosti
| Fotografie | Stavba                     | Místo      | Bohoslužby                      | Zeměpisné souřadnice            | Status       | Číslo kulturní památky           |        |
| Kostel | Kostel                     | Kostel     | Kostel                          | Kostel                          | Kostel       | Kostel                           | Kostel |
| --- | -------------------------- | ---------- | ------------------------------- | ------------------------------- | ------------ | -------------------------------- | ------ |
| | Kostel Nejsvětější Trojice | Dolní Žleb | bližší informace o bohoslužbách | 50°50′34″ s. š., 14°13′0″ v. d. | farní kostel | 16447/5-3661 (Pk•MIS•Sez•Obr•WD) |        |
| Některé drobné sakrální stavby a pamětihodnosti lze dohledat zde v databázi Drobné sakrální památky Zaniklé sakrální stavby lze dohledat zde v databázi Poškozené a zničené kostely, kaple a synagogy v České republice |                            |            |                                 |                                 |              |                                  |        |

Ve farnosti se mohou nacházet i další drobné sakrální stavby, místa římskokatolického kultu a pamětihodnosti, které neobsahuje tato tabulka.

## Příslušnost k farnímu obvodu
Z důvodu efektivity duchovní správy byl vytvořen farní obvod (kolatura) farnosti Děčín IV-Podmokly, jehož součástí je i farnost Dolní Žleb, která je tak spravována excurrendo. Přehled těchto kolatur je v tabulce farních obvodů děčínského vikariátu.